# Galàxia del Sombrero
La galàxia del Sombrero (Messier 104, M104 o NGC 4594) és una galàxia espiral no barrada, situada a la constel·lació de la Verge. Va ser descoberta el maig de 1767 per Pierre Méchain, qui va descriure l'objecte en una carta enviada a Bernouilli i publicada posteriorment al Berliner Astronomisches Jahrbuch. Charles Messier va escriure una nota manuscrita sobre aquest objecte, juntament amb cinc més (actualment coneguts com a M104 a M109) en la seva llista personal d'objectes, coneguda ara com a catàleg Messier, però no va ser inclòs a la llista oficialment reconeguda fins al 1921. William Herschel va descobrir l'objecte independentment el 1784 i va observar la presència d'un estrat fosc en el disc de la galàxia, que actualment es coneix com a banda de pols. Posteriorment els astrònoms van poder relacionar les observacions de Méchain i Herschel.
El 1921 Camille Flammarion va trobar la llista personal d'objectes de Messier amb les notes manuscrites sobre la galàxia del Sombrero. Va ser identificat amb l'objecte de NGC 4594, i Flammarion va declarar que hauria de ser inclòs dins el catàleg Messier. A partir de llavors se'l coneix com a "objecte M104".
M104 té un nucli brillant, un bulb central inusualment gran, i una prominent banda de pols al seu disc inclinat. La fosca banda de pols i el bulb donen a aquesta galàxia l'aparença d'un barret mexicà, anomenat en anglès sombrero, manlleu de l'espanyol.
La galàxia té una magnitud aparent de 9.0, fent que sigui fàcilment visible amb telescopis d'aficionats. El gran bulb, el forat negre supermassiu central, i la banda de pols atreuen també l'atenció dels astrònoms professionals.

## Desplaçament cap al vermell
El 1910, Vesto Slipher va descobrir que l'espectre d'algunes galàxies, incloent-hi la galàxia del Sombrero, es desplaçava cap al vermell. La mitjana de la velocitat calculada d'aquest desplaçament era de 400 km/s. El desplaçament cap al vermell de la galàxia del Sombrero es va calcular en 1.100 km/s. L'espectre de Slipher va ser una de les primeres observacions de l'expansió de l'univers, una de les peces clau per a provar la teoria del big-bang. Slipher també va detectar una rotació dins l'espectre de la galàxia del Sombrero. Les seves observacions van ser les primeres sobre la rotació de la galàxia.

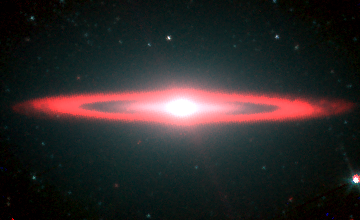
Una imatge en mig-infraroig de la galàxia del Sombrero vista pel telescopi espacial Spitzer. El color blanc representa l'emissió 3.6 i 5.8 micròmetres de la llum de l'estrella. El color vermell representa l'emissió 8.0 micròmetre dels hidrocarburs aromàtics policíclics (PAHs) de l'anell de pols Crèdit: SST/NASA..

## Anell de pols
La característica principal de la galàxia és la banda de pols que creua la part frontal del bulb de la galàxia. La banda de pols és de fet un anell asimètric que encercla el bulb de la galàxia. La major part del gas d'hidrogen atòmic fred i la pols es troba dins l'anell. L'anell també podria contenir la major part del gas molecular fred de la galàxia, encara que això és una inferència basada en les observacions de baixa resolució i deteccions febles. Calen observacions addicionals per a confirmar la constricció del gas molecular de la galàxia a l'anell. Basant-se en l'espectroscòpia en infraroig, l'anell de pols és el lloc principal de formació estel·lar de la galàxia.

## Nucli
El nucli de la galàxia del Sombrero està classificat com un LINER. Aquestes són regions nucleats on el gas ionitzat està present, però els ions estan feblement ionitzats, és a dir, els àtoms han perdut relativament pocs electrons. La font d'energia per a ionitzar el gas en aquestes regions s'ha debatut intensament. Alguns nuclis LINER es poden engegar per estrelles joves i calentes que es troben en regions de formació estel·lar, mentre que altres poden ser engegats per nuclis de galàxies actives, regions altament energètiques que contenen forats negres supermassius. Obvservacions espectroscòpiques en infraroig han demostrat que el nucli de la galàxia del Sombrero presenta una manca significant d'activitat de formació. Tanmateix, un forat negre supermassiu ha estat identificat al nucli, per tant aquest nucli galàctic actiu és probablement la font d'energia que ionitza feblement el gas de la galàxia.

### Forat negre supermassiu central
El 1990, un grup de recerca conduït per John Kormendy va demostrar que un forat negre supermassiu era present dins la galàxia M104. Usant dades espectroscòpiques del telescopi espacial Hubble i del CFHT, el grup va mostrar que la velocitat de rotació de les estrelles del centre de la galàxia no es podria mantenir llevat que en el seu centre hi hagués una massa de mil milions de vegades la massa del Sol, o 10⁹M☉. Aquest seria el forat negre més massiu dels mesurats en galàxies properes.

### Emissió sincrotró
A longitud d'ona de ràdio i raigs X, el nucli és una poderosa font d'emissió sincrotró. L'emissió sincrotró es produeix quan electrons d'alta velocitat oscil·len al passar a través de regions amb forts camps magnètics. Aquesta emissió és, de fet, força comú en nuclis galàctic actius. Encara que l'emissió de ràdio sincrotró pot variar al llarg del temps en alguns nuclis galàctics actius, la lluminositat de l'emissió de ràdio de la galàxia del Sombrerp només varia 10-20%.

### Emissió submil·limètrica no identificada
El 2006, dos grups van publicar mesuraments de la radiació submil·limètrica del nucli de la galàxia M104 a longituds d'ona de 850 micròmetres. Es va trobar que aquesta emissió submil·limètrica no era originada per l'emissió tèrmica de la pols (usual en infraroig i longituds d'ona mil·limètrica), ni per l'emissió sincrotró (comunament observada en longitud d'ona de ràdio), ni l'emissió bremsstrahlung provinent de gas calent (observada comunament en longitud d'ona mi·limètrica) ni pel gas molecular (que normalment produeix línies espectrals submil·limètriques). La font d'emissió submil·limètrica encara roman sense identificar.

## Cúmuls globulars
La galàxia del Sombrero té un nombre relativament alt de cúmuls globulars. Estudis basats en l'observació d'aquests cúmuls han estimat la seva població entre 1200 i 2000. La ràtio del nombre de cúmuls globulars amb la lluminositat total de la galàxia és alta comparada amb la de la Via Làctia i galàxies similars amb petits bulbs, però és comparable a altres galàxies amb bulbs grans. Aquests resultats s'han utilitzat per demostrar que el nombre de cúmuls globulars en les galàxies podria estar relacionat amb la mesura dels bulbs de les galàxies. La densitat superficial dels cúmuls globulars generalment segueix el perfil lluminós del bulb excepte prop del centre de la galàxia.

## Distància
S'han utilitzat almenys dos mètodes per al mesurament de la distànica de la galàxia M104.
El primer mètode es basa a comparar els fluxos mesurats de les nebuloses planetàries de la galàxia amb les lluminositats conegudes de les nebuloses planetàries de la Via Làctia. Aquest mètode dona una distància de 29.0 ± 2.0 Mall (8.9 ± 0.6 Mpc).
L'altre mètode utilitzat és el mètode de fluctuació de la lluentor superficial. Aquest mètode utilitza l'aparença granulada del bulb de la galàxia per estimar la distància. Els bulbs de galàxies porperes es mostraran molt granulades, mentre que els més distants es mostraran menys granulades. Mesuraments recents utilitzant aquesta tècnica donen la distància de 30.6 ± 1.3 Mall (9.4 ± 0.4 Mpc). Posteriorment, després d'afinaments en la tècnica, dona una distància de 32 ± 3 Mall (9.8 ± 0.8 Mpc). Encara es van refinar més el 2003 fins a ser de 29.6 ± 2.5 Mall (9.1 ± 0.8 Mpc).
La mitjana de la distància mesurada amb aquestes dues tècniques dona 29.3 Mall (9.0 Mpc) amb un error de 1.6 Mall (0.5 Mpc).[a]

## Informació sobre galàxies properes i grup de galàxies
La galàxia del Sombrero es troba dinhs d'un núvol complex i filamentós de galàxies que s'estén cap al sud el cúmul de la Verge. Tanmateix, no és clar si la galàxia és part d'un grup de galàxies o no. Mètodes jeràrquics per identificar grups, que determinen la pertinença a un grup considerant si una galàxia individual pertany a un altre grup major, mostren normalment que la galàxia del Sombrero és part d'un grup que inclouria NGC 4487, NGC 4504, NGC 4802, UGCA 289, i possiblement algunes altres galàxies. Tanmateix, els resultats basats en el mètode de percolació, que uneix galàxies individuals juntes per a determinar pertinença a un grup, indiquen que aquesta galàxia no pertany a un grup o que tan sols podria formar part del parell de galàxies format per M104 i UGCA 287.

## Observació
La galàxia M104 es troba a 11.5° a l'oest de Spica. i 5.5° nord-est d'Eta Corvi. És visible amb binoculars de 7x35 i telescopis d'aficionat de 100 mm, per identificar el bulb del disc caldrà un aparell de 200 mm, i un de 250 a 300 mm per a veure la banda de pols fosca.